# Patagonik Film Group
Patagonik Film Group es una productora cinematográfica argentina, dedicada a la realización de películas, películas de animación y departamento de efectos digitales. Fue fundada en 1996 por Pablo Bossi.

## Historia
La compañía está integrada por The Walt Disney Company Latin America, Artear Argentina que pertenece al Grupo Clarín y al laboratorio cinematográfico Cinecolor. Fue fundada en 1996 por Pablo Bossi, productor de numerosos largometrajes y programas de televisión en la Argentina, quién luego vendió la empresa. 

## Patagonik Animación
Los estudios de animación y edición digital de Patagonik Animación están ubicados en la ciudad de Buenos Aires, más precisamente en el barrio de Palermo, distrito que se ha convertido en el centro neurálgico de la industria audiovisual Argentina.

## Producciones
Llevó adelante en 1996 la producción y producción ejecutiva en Argentina de la película "Evita", de Alan Parker y también del Video "Love Don't Live Here Anymore" de Madonna. En 1997 produjo "Cenizas del Paraíso", de Marcelo Piñeyro, éxito de taquilla, y ganadora del Premio Goya a la mejor película extranjera. En el mismo año estrenó también "Dibu, la película". Este film, basado en el popular personaje de la TV. Desde entonces, Patagonik Film Group ha producido más de 30 filmes, entre los que se destacan "Nueve reinas" de Fabián Bielinsky, ganadora de 30 premios internacionales, y "El hijo de la novia", candidata al Óscar como Mejor película de habla no inglesa, y ganadora de más de 30 premios.

## Servicios de producción
- Encanto (2021) próximo
- Seres queridos (2004) Efectos Especiales.
- El juego de Arcibel (2003) Cámara y Luces.
- Almejas y mejillones (2000) Asociada.
- Nueces para el amor (2000) Asociada.
- Evita (1996) Servicios de Producción en Argentina.

## Producciones realizadas para televisión
- Los Pintin (1999-2000) Corto animado, emitida de lunes a viernes 12.30 horas, por Canal 13 Artear.
- Dibu (1998) Serie real/animada, emitida los sábados 19 horas, por Telefe.
- Mi familia es un dibujo (1996-1997) Serie real/animada, emitida los martes 21 horas y sábados 20 horas, por Telefe.